# Herman van Swanevelt

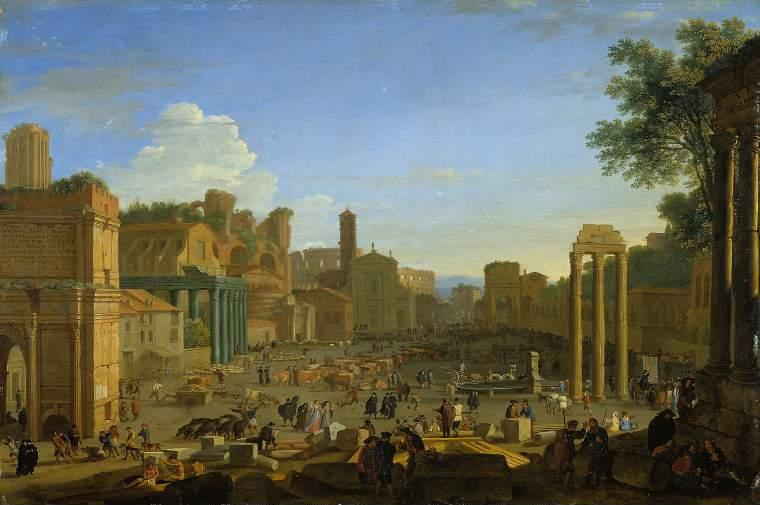
Le Campo Vaccino à Rome, 1631.

Herman van Swanevelt ou Herman Swanevelt, né à Woerden en 1603 et mort à Paris en 1655, est un peintre paysagiste, graveur et éditeur français d’origine néerlandaise.
Peintre du siècle d'or, il est un représentant du style baroque flamand.

## Biographie
On ignore auprès de qui Herman van Swanevelt fait son apprentissage.
Durant sa carrière, il est le plus souvent actif à l’extérieur de la Hollande. Ainsi, c’est à Paris, en 1623, qu’il réalise sa première œuvre datée et portant son monogramme (« HVS ») : il s’agit d’un dessin conservé au musée Herzog Anton Ulrich à Brunswick. Sa première peinture datée – Paysage avec Jacob quittant sa famille (musée Bredius, La Haye) – remonte quant à elle à 1630.
En 1629, il part pour Rome. Il vit alors dans la paroisse S. Andrea delle Fratte, et devient membre des Bentvueghels – qui lui donnent le surnom d’« Eremit » parce qu'il aurait apprécié de travailler seul. Il fréquente également l’Accademia di San Luca (Académie de saint Luc). Il réalise dans la ville italienne de nombreux paysages, qui témoignent de son souci dans le traitement de la lumière. Ses œuvres connaissent un succès important, qui l'amène à recevoir des commandes de la puissante famille Barberini, ainsi que du Vatican. En Italie, van Swanevelt fut appelé quelquefois aussi « Monsu Armanno ».
Avec Nicolas Poussin, Jan Both, Claude Gellée dit le Lorrain, Gaspard Dughet et d'autres, il peint des paysages destinés à décorer le nouveau parc du Retiro de Philippe IV d'Espagne à Madrid. Quatre de ces peintures sont aujourd'hui conservées au musée du Prado.
En 1641, après avoir visité Florence et Venise, il revient à Paris, où il reçoit en 1644 sa « lettre de naturalité » et est nommé « peintre ordinaire du roi ». La même année, il est sur le point de se marier : son nom figure dans un contrat de mariage daté du 5 août 1644 ; la cérémonie cependant semble n'avoir jamais eu lieu.
Entre 1646 et 1650, il se déplace fréquemment entre Paris et Woerden, et revient brièvement à Rome en 1649. À une date qui demeure incertaine, soit en 1650, soit bien plus tard en 1654, il se rend à Utrecht pour y vendre un tableau au baron Herman Van Wyttenhorst.
À partir de 1650 et jusqu’à sa mort, il vit le plus souvent à Paris, où il épouse le 5 janvier 1650 une protestante, Suzanne Rousseau, et obtient la même année un privilège royal pour publier ses estampes.
En France, fin des années 1640, début des années 1650, avec d'autres peintres, dont Eustache Le Sueur et Jan Asselyn, il travaille à la décoration de l'hôtel Lambert, pour lequel il exécute les paysages ornant certains lambris de la « galerie de l'Amour », œuvres conservées au musée du Louvre. En 1651, il est présenté à l’Académie royale de peinture et de sculpture, dont il devient membre en 1653 après avoir fait don de l’une de ses œuvres. Il réalise également de nombreux dessins et eaux-fortes. Il eut pour mécènes le cardinal de Richelieu et Louis XIV.
C'est rue du Temple à Paris qu'il meurt, en 1655, probablement durant le dernier trimestre de cette année.

## Style et influences
Au début des années 1630, son style évolue parallèlement à celui de Claude Gellée, et est même d’une certaine manière en avance sur celui-ci. Durant cette période, le style de paysages idylliques de van Swanevelt devient plus raffiné. Ses paysages constituent aussi un lien important entre la première génération d’« italianisants » néerlandais, tels Cornelis Van Poelenburgh et Bartholomeus Breenbergh, et la seconde, à laquelle appartiennent Jan Both, Jan Asselyn et Nicolaes Berchem, qui imite ses compositions monumentales et son traitement de la lumière méridionale. Son influence est également importante sur le développement de l’art du paysage en France. Dans la dernière décennie de sa vie, où il revient à quelques reprises à Woerden, il peint aussi des scènes typiquement néerlandaises.

## Œuvres
Pendant longtemps, les seules fresques murales attribuées à van Swanevelt furent les deux tympans de la sacristie de l'église de la Minerve, dont un seul subsiste aujourd’hui. L’historienne de l’art Susan Russell suggère qu’il est également l’auteur d’une frise représentant sept épisodes de la vie de saint Joseph et qui se trouve dans l’aile Est du palais Pamphilj sur la piazza Navona. Il a peint également Paysage fluvial avec saint Philippe baptisant l'eunuque de la reine Candace, exposé au musée des beaux-arts de Bordeaux. Le musée des beaux-arts de Brest possède un petit chef-d'œuvre de clarté virgilienne avec le repos de la sainte Famille pendant la fuite en Égypte (huile sur toile, 65,5 x 81,3 cm).
Nous connaissons de lui quelques dessins, comme Saint Dominique et l'évêque Diego d'Osma conduits dans les bois par un hérétique ou encore La Porte Saint Paul. Deux dessins témoignant de ses études de paysages et de l'architecture pittoresque de Rome.